# JJK 이위배스퀼래
JJK 이위배스퀼래(JJK Jyväskylä, 약칭 JJK)는 핀란드 이위배스퀼래의 축구 클럽으로, 현재 위쾨넨에서 활동하고 있다.

## 선수 명단

### 현역
- 미코 매니넨(2011 ~ )